# Liste der Bodendenkmäler in Kempen
Die Liste der Bodendenkmäler in Kempen enthält die denkmalgeschützten unterirdischen baulichen Anlagen, Reste oberirdischer baulicher Anlagen, Zeugnisse tierischen und pflanzlichen Lebens und paläontologischen Reste auf dem Gebiet der Stadt Kempen im Kreis Viersen in Nordrhein-Westfalen (Stand: März 2015). Diese Bodendenkmäler sind in Teil B der Denkmalliste der Stadt Kempen eingetragen; Grundlage für die Aufnahme ist das Denkmalschutzgesetz Nordrhein-Westfalen (DSchG NRW).

## Liste der Bodendenkmäler
| Bild                                | Bezeichnung                           | Lage | Beschreibung | Bauzeit                                                                                             | Eingetragen seit | Denkmal- nummer |
| ----------------------------------- | ------------------------------------- | --- | --- | --------------------------------------------------------------------------------------------------- | ---------------- | --------------- |
| weitere Bilder                      | Teich- und Grabenanlage Haus Bockdorf | Kempen Krefelder Weg, 47906 Kempen (Flur 67, Flurstück 117) Karte | Vorhandene Reste des ehemaligen Wassergrabens sowie den ehemaligen (heute verlandeten) Hofteichs | vermutlich in Verbindung mit dem Bau des Torhauses (17. Jahrhundert)                                | 19.12.1985       | 1               |
| BW                                  | Grabenanlage des Gleumes-Hofes        | Schmalbroich Nikolausweg 17, 47906 Kempen Karte | Beim Gleumeshof handelt es sich um eine vierflügelige geschlossene Backstein-Hofanlage, die ehemals mit einer (viereckigen) Grabenanlage umzogen war. West- und Südseite sowie der größte Teil der Ostseite sind noch erhalten.                                                                | Ende des 19. Jahrhunderts                                                                           | 06.06.1991       | 2               |
| BW                                  | Grabenanlage des Bollwerk-Hofes       | Schmalbroich Morschesweg 5, 47906 Kempen Karte | | | 06.06.1991       | 3               |
| weitere Bilder                      | Grabanlage des Hauses Steinfunder     | Schmalbroich An Haus Steinfunder 7, 47906 Kempen Karte | Das Haus Steinfunder (eine zweigeschossige Backsteinanlage aus dem Jahr 1566) besaß früher eine wassergefüllte Grabenanlage. | 1566                                                                                                |                  | 4               |
| BW                                  | Landwehrteilstück                     | St. Hubert Nähe Hinterorbroich, 47906 Kempen Karte | Ehemaliges Landwehrteilstück | um 1350                                                                                             | 06.10.1992       | 5               |
| BW                                  | Grabenanlage „Schanze“                | Schmalbroich Nähe Boxweg, 47906 Kempen Karte | Archäologische Fundstätte: Grabenanlage „Schanze“ | | 06.10.1992       | 6               |
| BW                                  | Landwehrteilstück                     | Schmalbroich Kleinheierweg, 47906 Kempen Karte | Landwehrteilstück | um 1350                                                                                             | 06.10.1992       | 7               |
| weitere Bilder                      | Grabenanlage des Hauses Steinfunder   | Schmalbroich An Haus Steinfunder 7, 5, 47906 Kempen Karte | Haus Steinfunder ist eine zweiteilige Anlage, bestehend aus einem Herrenhaus auf einer grabenumwehrten Insel und einer nordöstlich davon liegenden Vorburg. | 1566 (Bau des Herrenhauses)                                                                         | 06.10.1992       | 8               |
| Ehemalige Burganlage Haus Padenberg | Ehemalige Burganlage Haus Padenberg   | Tönisberg Schaephuysener Straße 9, 47906 Kempen Karte | | | 26.01.1998       | 9               |
| weitere Bilder                      | Landesburg Kempen                     | Kempen Thomasstraße 20, 47906 Kempen Karte | Bei der Kempener Burg handelt es sich um eine zweiflügelige, rechteckige Wasserburganlage aus Backstein. | 1396-1400                                                                                           | 17.11.2003       | 10              |
| weitere Bilder                      | Ehemalige Stadtbefestigung            | Kempen Burgwall, Möhlenwall, Hessenwall, Donkwall, Spülwall (jeweils stadtäußere Bebauung), 47906 Kempen (Kuhtor: Flur 45, Flurstück 261 / Peterturm: Flur 29, Flurstück 22 / Windmühle: Flur 29, Flurstück 427) | Originale Teilstücke der Stadtmauer mit Kuhtor, Petersturm, Mühle, 2 Wachhäusern und 1 Gartenhäuschen | Rekonstruktion bzw. teilweiser Wiederaufbau der im 18. Jahrhundert geschleiften Befestigungsanlagen | 08.03.2004       | 11              |
| weitere Bilder                      | Schanze an der Vinnbrück              | Tönisberg Nähe Vinnbrück 3d, 47906 Kempen Karte | Es handelt sich um eine ehemalige Schanzenanlage im Grenzbereich zwischen dem nördlichen Krefelder Stadtteil Hüls und dem Kempener Stadtteil Tönisberg, an der Biegung der Bundesstraße 9 vor dem Südhang des Tönisberger Mühlenberges (Schaephuysener Höhenzug) in Richtung Aldekerk/Geldern. | wahrscheinlich vor 1284                                                                             | 12.07.2012       | 12              |